# Фальре, Жюль
Жюль Филипп Жозеф Фальре (фр. Jules Falret; 17 апреля 1824, Ванв, Иль-де-Франс — 28 мая 1902, там же) — французский учёный, медик, психиатр, доктор медицины (1852).

## Биография
Сын французского психиатра Жана-Пьера Фальре. В мае 1853 года получил степень доктора медицины на факультете Парижа. В 1854 г. Жюль Фальре описал состояние, названное Folie circulaire (Синдром Ласега-Фальре), при котором больной страдал чередованием депрессии и мании.
С 1867 г. работал психиатром отделения для душевнобольных больницы Бисетр. Сменил отца на посту директора заведения до своей смерти в 1902 году.
Избранный в муниципальный совет Ванва, он также возглавлял медицинский центр, созданный в этом городе его отцом.